# La Plus Grande Histoire jamais ratée
La Plus Grande Histoire jamais ratée (France) ou En vérité, je vous le d'Oh (Québec) (The Greatest Story Ever D'ohed) est le 16e épisode de la saison 21 de la série télévisée Les Simpson.

## Synopsis
Ned Flanders invite les Simpson à Jérusalem pour encourager Homer à se repentir d'une mauvaise action. En se promenant dans la ville sainte accompagné par un guide, ce dernier considère son voyage comme une excursion touristique plutôt qu'un pèlerinage. Après avoir bu de l'eau de la mer Morte mélangée avec du sel, Homer délire et pense qu'il est le Messie.